# Vikasnagar
Vikasnagar (o Chuharpur) è una suddivisione dell'India, classificata come municipal board, di 12.485 abitanti, situata nel distretto di Dehradun, nello stato federato dell'Uttarakhand. In base al numero di abitanti la città rientra nella classe IV (da 10.000 a 19.999 persone).

## Geografia fisica
La città è situata a 30° 28' 6 N e 77° 46' 30 E e ha un'altitudine di 451 m s.l.m..

## Società

### Evoluzione demografica
Al censimento del 2001 la popolazione di Vikasnagar assommava a 12.485 persone, delle quali 6.571 maschi e 5.914 femmine. I bambini di età inferiore o uguale ai sei anni assommavano a 1.476, dei quali 807 maschi e 669 femmine. Infine, coloro che erano in grado di saper almeno leggere e scrivere erano 9.471, dei quali 5.174 maschi e 4.297 femmine.